# Montechiaro d'Asti
Montechiaro d'Asti é uma comuna italiana da região do Piemonte, província de Asti, com cerca de 1.383 habitantes. Estende-se por uma área de 10 km², tendo uma densidade populacional de 138 hab/km². Faz fronteira com Camerano Casasco, Chiusano d'Asti, Cortanze, Cossombrato, Cunico, Montiglio Monferrato, Soglio, Villa San Secondo.

## Demografia
| Variação demográfica do município entre 1861 e 2011                               |
|                                                                                   |
| Fonte: Istituto Nazionale di Statistica (ISTAT) - Elaboração gráfica da Wikipedia |